# International Game Technology
International Game Technology (IGT) ist ein Unternehmen aus den Vereinigten Staaten mit Firmensitz in Reno, Nevada. Das Unternehmen war im Aktienindex S&P 500 gelistet.
International Game Technology ist ein Hersteller von Einarmigen Banditen und anderen Spielautomaten. IGT betreibt ein Werk in Las Vegas, Nevada und hat weitere Standorte über die Vereinigten Staaten verteilt. Des Weiteren bestehen Niederlassungen im Vereinigten Königreich, in Kanada, in Australien, in Japan und in Südafrika.
Am 27. Oktober 2003 erwarb IGT für 130 Millionen Dollar das Unternehmen Acres Gaming, einen Hersteller von Einarmigen Banditen und Spielesoftwareunternehmen. Acres Gaming wird als Tochterunternehmen von IGT weiterbetrieben.
IGT übernahm am 25. August das Unternehmen WagerWorks, einem Softwarehersteller für Online-Casinos mit Firmensitz in San Francisco, Kalifornien.
Am 21. Dezember 2006 erwarb IGT das Unternehmen Venture Catalyst Incorporated, änderte dessen Firmennamen in Mariposa Software Inc.
Am 7. April 2015 wurde IGT von dem italienischen Lottounternehmern GTECH übernommen, das daraufhin seinen Namen in IGT änderte.

## Produkte
Zu den Produkten gehören unter anderem fernseh- und filmbezogene einarmige Banditen, beispielsweise
- Elvira
- Jeopardy
- Star Wars (Multiple themes)
- The Terminator
- Back to the Future
- Wheel of Fortune
- The Dating Game
- The Newlywed Game
- I Dream of Jeannie
- Bewitched
- The Addams Family
- The Munsters
- Soul Train
- American Bandstand
- New Year’s Rockin Eve
- Censored Bloopers
- I Love Lucy
- Gilligan’s Island
- The Beverly Hillbillies
- The Price is Right
- Family Feud[6]